# 852 هـ
852 هـ هي سنة في التقويم الهجري امتدت مقابلةً في التقويم الميلادي بين سنتي 1448 و1449.

## مواليد
- ابن إياس

## وفيات
- الأبشيهي
- ابن حجر العسقلاني
- الابشيهي